# Sała (stacja kolejowa)
Sała (ros. Сала) – stacja kolejowa w rejonie kingiseppskim, w obwodzie leningradzkim, w Rosji. Położona jest na linii Petersburg – Iwangorod – Tallinn, w oddaleniu od skupisk ludzkich. Najbliższą miejscowością jest Pierwoje Maja.

## Historia
Stacja powstała w XIX w. na trasie Kolei Bałtyckiej.
W okresie międzywojennym była sowiecką stacją graniczną na granicy z Estonią (granica estońsko-sowiecka przebiegała wówczas inaczej niż współczesna granica estońsko-rosyjska). 